# Tobie Nathan
Tobie Nathan (El Cairo, 10 de noviembre de 1948) es el representante más conocido de la etnopsiquiatría en Francia. Es profesor de psicología en la Universidad de París VIII, diplomático y escritor.

## Biografía
Nacido en Egipto en 1948, su familia tuvo que abandonar El Cairo en 1957 a raíz de la revolución egipcia y la expulsión de los judíos. Luego se trasladaron a Italia y finalmente a Francia, país donde realizó sus estudios universitarios y en el que obtuvo la ciudadanía a los veintiún años de edad. Nathan se doctoró en psicología en 1976 y posteriormento hizo un doctorado en letras y ciencias humanas (1983). En 1986 comienza a trabajar en Universidad de París VIII, primero como asistente y luego profesor de psicología clínica y patológica.
Tobie Nathan se interesa por el psicoanálisis, las psicoterapias y la etnopsiquiatría. Le importa en todo momento estudiar los lazos entre psicopatología, prácticas clínicas y entorno social. Funda en 1993 el Centro Georges-Devereux, centro universitario de apoyo psicológico de las familias migrantes, en el seno de la Universidad de París VIII. Este centro reúne tanto un espacio clínico específico, como investigaciones universitarias en psicopatología y psicoterapia, así como la formación de estudiantes de posgrado.
Fue fundador de la revista Ethnopsychiatrica con Georges Devereux en 1978, de La Nouvelle Revue d'ethnopsychiatrie en 1983 y de Ethnopsy / Les mondes contemporains de la guérison en 2000.

## Etnopsiquiatría
La etnopsiquiatría estudia la psicoterapia dentro del universo familiar y cultural del paciente. Tobie Nathan ha propuesto la revaloración de las terapias tradicionales (las cuales toman en cuenta el significado que los pacientes le atribuyen a su enfermedad, a veces postulando explicaciones consideradas sobrenaturales por la medicina occidental, como la presencia de espíritus, maleficios, etc.). Los adversarios de la etnopsiquiatría consideran que tal método es un retroceso hacia técnicas de sugestión superadas por Freud.
Además de la psicoterapia hacia inmigrantes, Nathan ha destacado la importancia que tiene el apoyo grupal en ciertos trastornos mentales y comportamentales: grupos como Mediagora (pacientes que sufren fobias), Autisme France (padres de niños autistas), AFTOC (asociación de pacientes que sufren de conductas obsesivas y compulsivas), etc.

## Obras

### Novelas
- Saraka Bô, Paris, Rivages, 1993
- Dieu-Dope, Paris, Rivages, 1995
- 613, Paris, Odile Jacob, 1999
- Serial Eater, Paris, Rivages, 2004
- Mon patient Sigmund Freud, Paris, Perrin, 2006
- Ce pays qui te ressemble, 2015 — Ese país al que te pareces, trad.: Rosa Alpont, editorial Maeva, 2017

## No ficción
- La Nouvelle interprétation des rêves, 2011 — La nueva interpretación de los sueños, ed. Clave Intelectual
- Les Secrets de vos rêves, 2016 — Los secretos de los sueños, Edhasa

### Textos científicos
(cf. Lista detallada):
- Tobie Nathan (coordinador), La guerre des Psy. Manifeste pour une psychothérapie démocratique. Paris, Le Seuil, Les empêcheurs de penser en rond, 2006
- "Ceci n'est pas une psychothérapie... L'ethnopsychiatrie au Centre Georges-Devereux avec Émilie Hermant, en Le Livre noir de la psychanalyse, dir. C. Meyer 2005, Les Arènes
- Du commerce avec les diables, París, Le Seuil - Les empêcheurs de penser en rond, 2004
- Nous ne sommes pas seuls au monde, París, Les empêcheurs de penser en rond, Le Seuil, 2001
- Psychanalyse païenne. Essais ethnopsychanalytiques, 3e édition. Odile Jacob poche
- Éléments de psychothérapie, en colaboración con Alain Banchet, Serban Ionescu, Nathalie Zajde: Psychothérapies, París, Odile Jacob, 1998
- Manifeste pour une psychopathologie scientifique en Tobie Nathan et Isabelle Stengers, Médecins et sorciers, París, Odile Jacob, 1998
- L'influence qui guérit, Paris, Odile Jacob, 1994
- Fier de n'avoir ni pays ni amis, quelle sottise c’était. Principes d'ethnopsychanalyse, Grenoble, La Pensée sauvage, 1993
- Le sperme du Diable. Eléments d'ethnopsychothérapie . París, P.U.F., 215 p., 1988.
- La folie des autres. Traité d’ethnopsychiatrie clinique, Paris, Dunod, collection "Psychismes" dirigée par Didier Anzieu, 240 p., 1986
- Psychanalyse et copulation des insectes, Editions de la pensée sauvage, Grenoble, 96 p., 1983
- Sexualité idéologique et névroses. Essai de clinique ethnopsychanalytique, ed. La Pensée sauvage, prefacio de Georges Devereux, 1977